# Pestxani (Volgograd)
|  | Per a altres significats, vegeu «Pestxani». |

Pestxani (en rus: Песчаный) és un poble (un possiólok) de l'óblast de Volgograd, a Rússia, segons el cens del 2002 tenia 120 habitants.